# فستوكة صنوبرية الأوراق
الفستوكة صنوبرية الأوراق (باللاتينية: Festuca pinifolia) نوع نباتي يتبع جنس الفستوكة من الفصيلة النجيلية.

## الموئل والانتشار
موطنها بلاد الشام وتركيا وسيناء.

## الوصف النباتي
النبات عشبي معمر.

## مرادفات للاسم العلمي
- (باللاتينية: Festuca ovina subsp. pinifolia Boiss.)
- (باللاتينية: Festuca pinifolia var. phrygia (St.-Yves) Markgr.-Dann.)